# Spoorlijn Rødekro - Aabenrå
De spoorlijn Rødekro - Åbenrå (Deens: Åbenråbanen) is een lokaalspoorlijn tussen Rødekro en Åbenrå van het schiereiland Jutland in Denemarken. 

## Geschiedenis
De lijn werd geopend door het Nordschleswigschen Eisenbahngesellschaft op 12 september 1868. Na het verlies van Sleeswijk in de Pruisisch-Deense oorlog ging het eigendom van het traject per 1 januari 1870 over aan de Altona-Kieler Eisenbahn-Gesellschaft. In 1920 werd Zuid-Jutland na een referendum weer Deens waarna de spoorlijn werd overgedragen aan de Danske Statsbaner.

## Huidige toestand
Na het opheffen van het personenverkeer in 1971 heeft er nog goederenverkeer plaatsgevonden en tot 2003 was de lijn in gebruik als museumlijn. Thans kan er met spoorfietsen gereden worden.